# Chondrilla ramosissima
Chondrilla ramosissima là một loài thực vật có hoa trong họ Cúc. Loài này được Sm. mô tả khoa học đầu tiên năm 1813.